# 布勒特伊大街

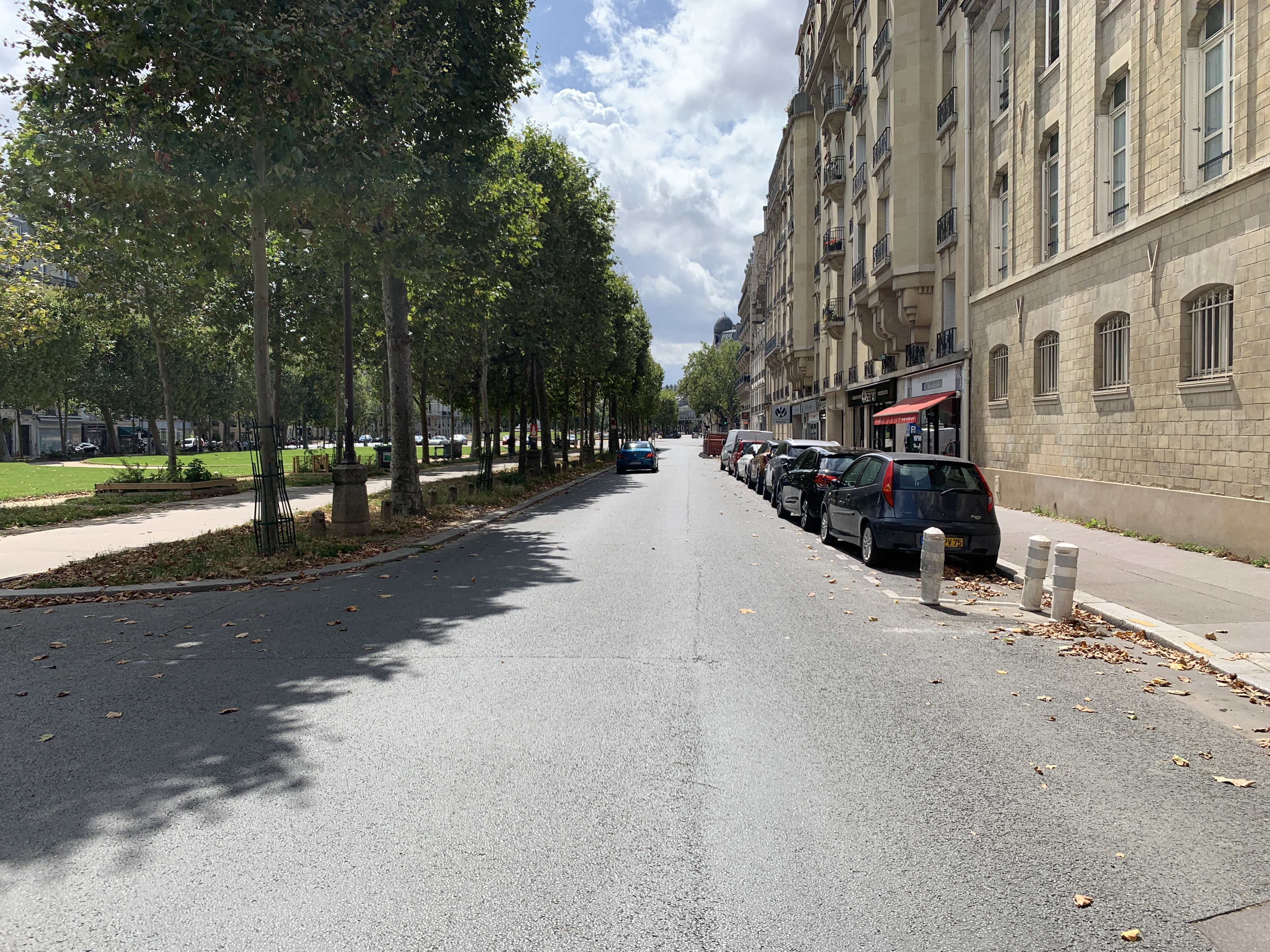
布勒特伊大街（2021年8月）

布勒特伊大街（Avenue de Breteuil）是法国巴黎的一条街道，属于巴黎第七区和巴黎十五区。长840米，宽70米。始于沃邦广场7号，止于加里波第大道（boulevard Garibaldi）69号和塞夫勒路114号。

## 交通
布勒特伊大街附近的地铁站有：塞夫尔-勒古布站、杜洛克站、圣方济各沙勿略站和塞居尔站。 

## 名称

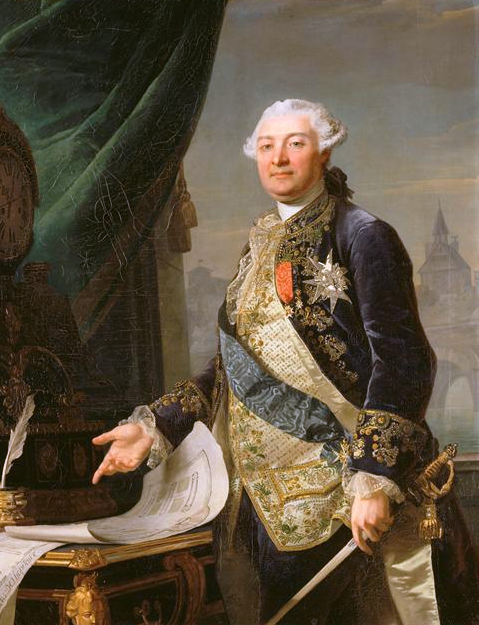

布勒特伊大街得名于路易·奥古斯特·勒通内利耶·德·布勒特伊 (1730-1807).

## 历史
布勒特伊大街开辟于1680年，命名于19世纪。

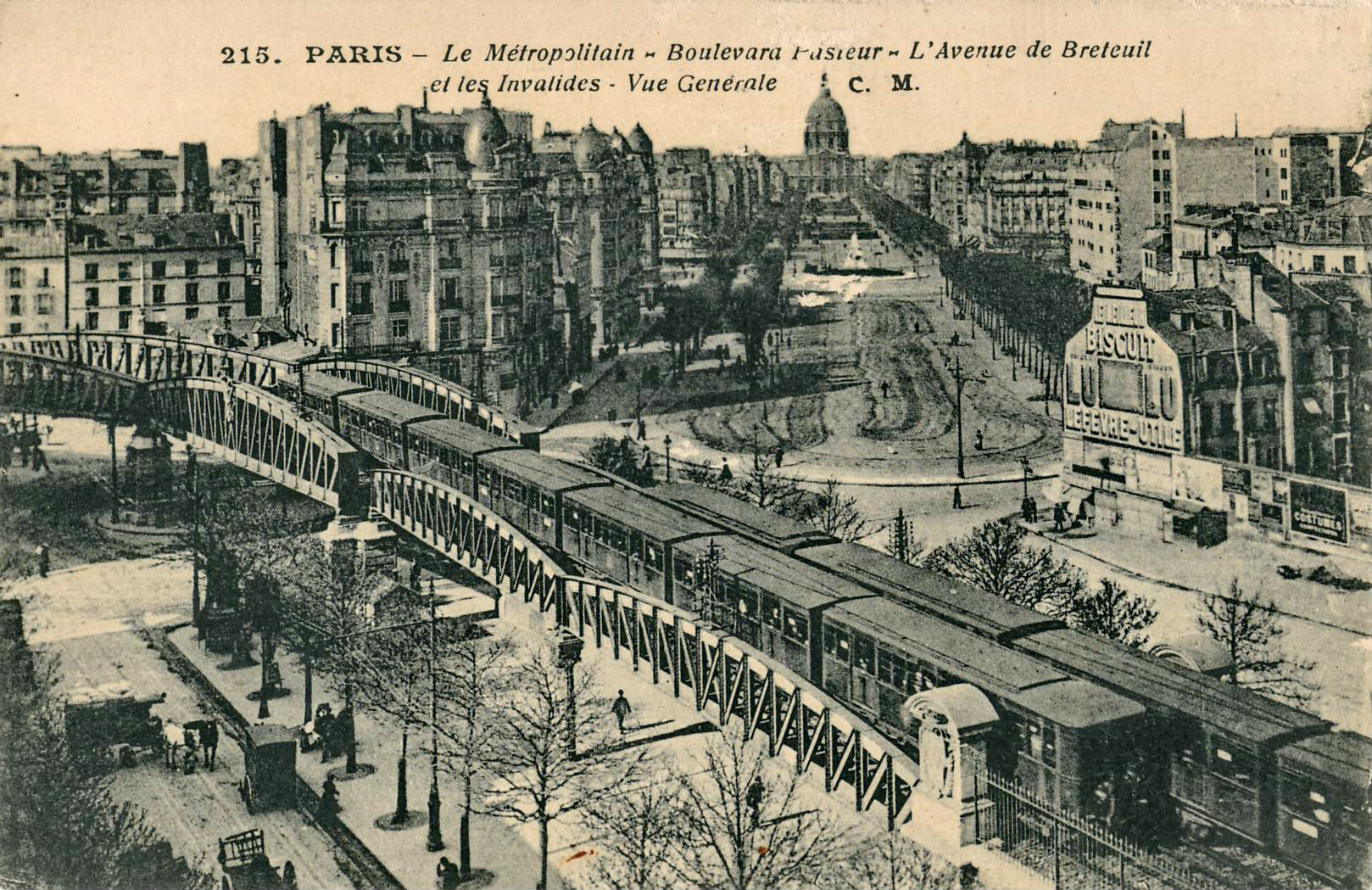
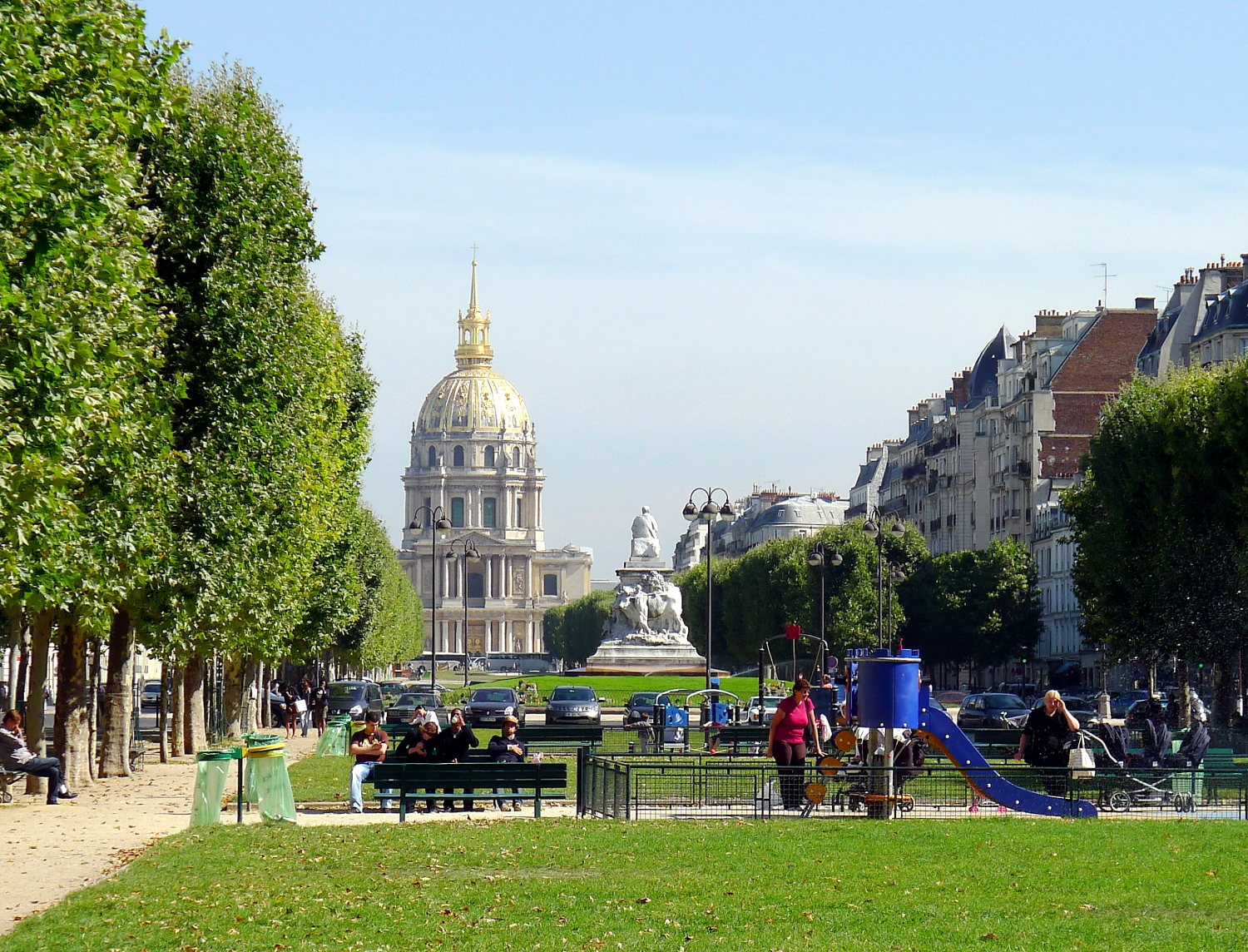
Les jardins de l'avenue de Breteuil.
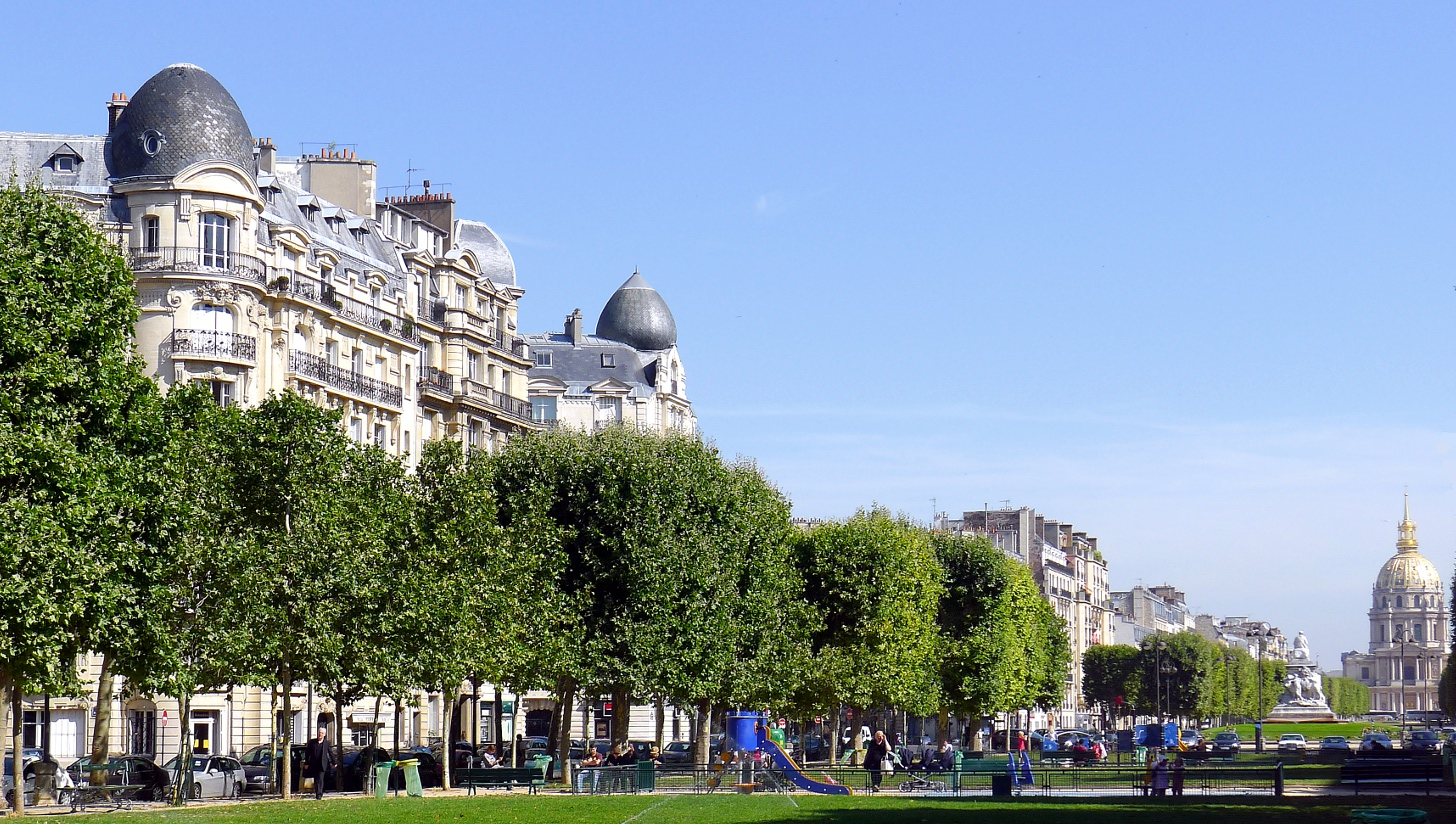
Vue générale de l'avenue.
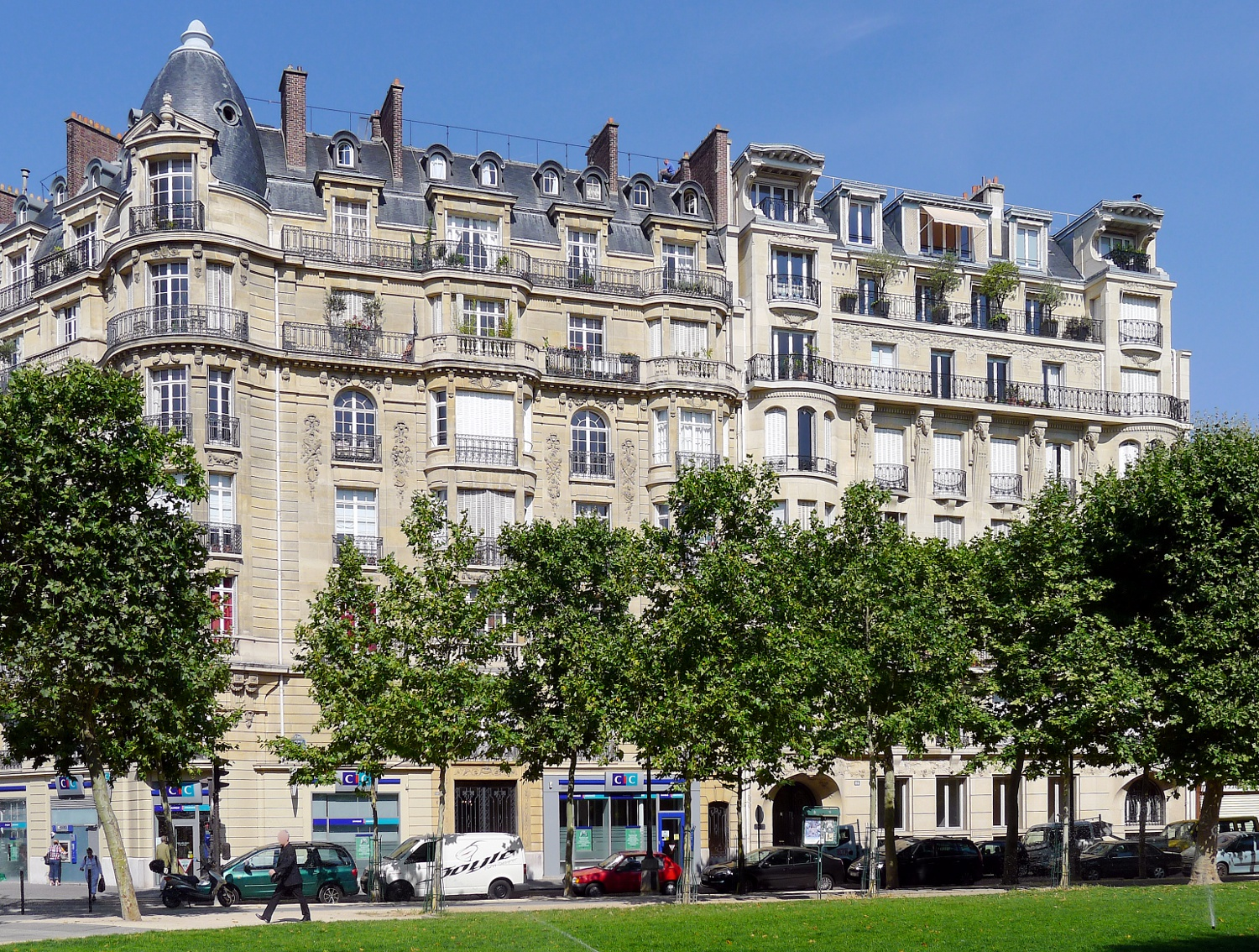

## 建筑
- 8-1号
- 15号
- 46号
- 54号
- 58号
- 63号
- 79号

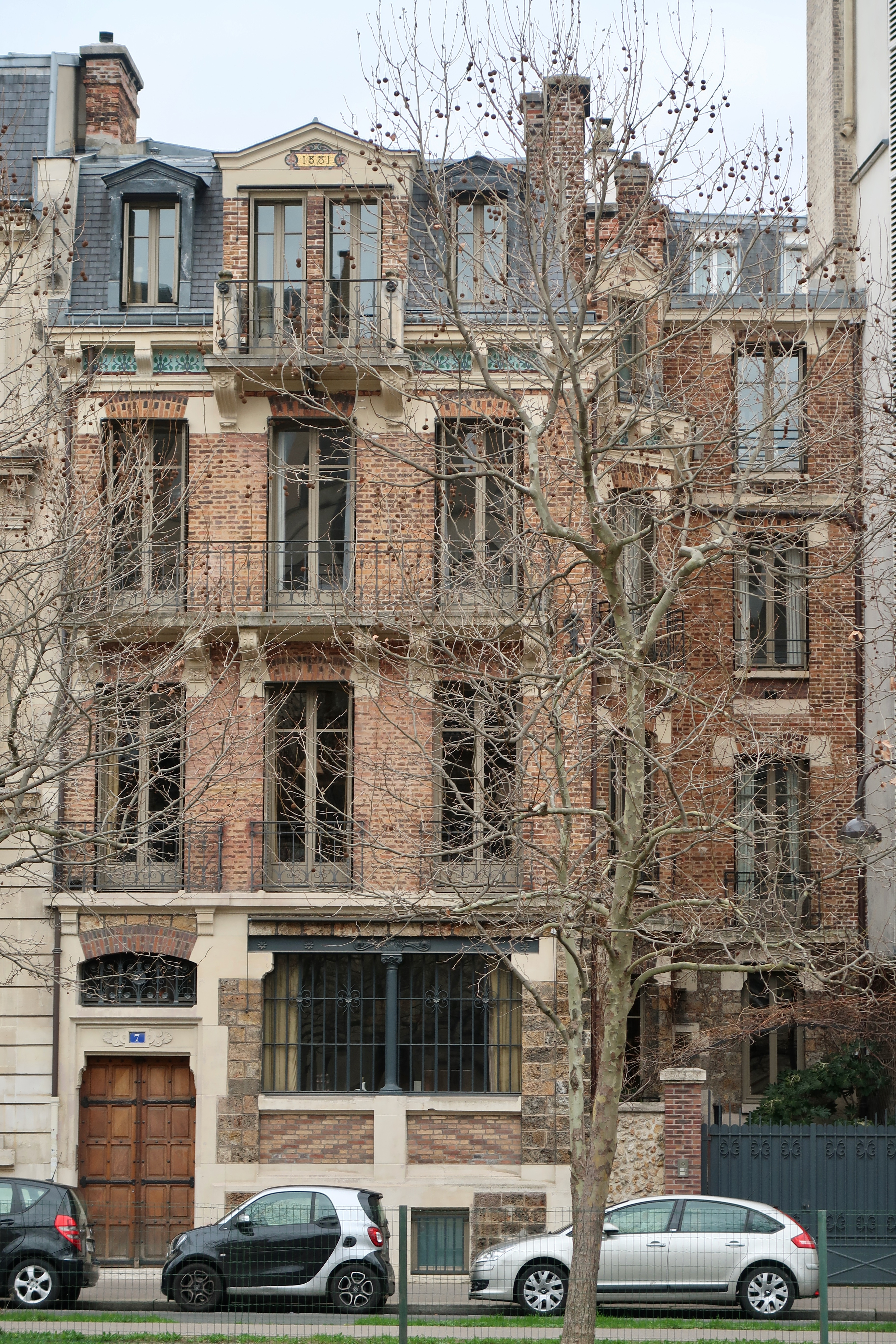
7号
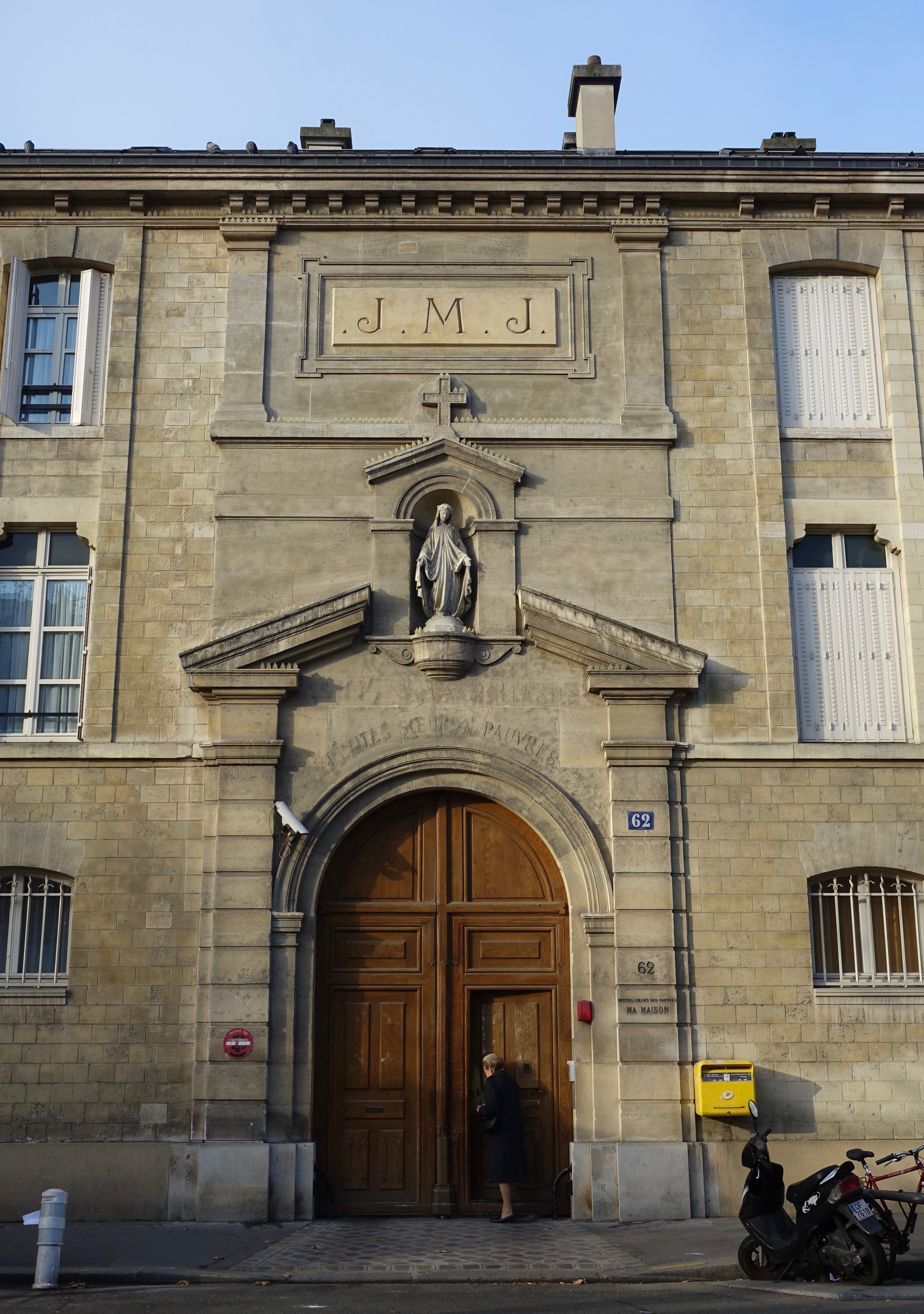
62号
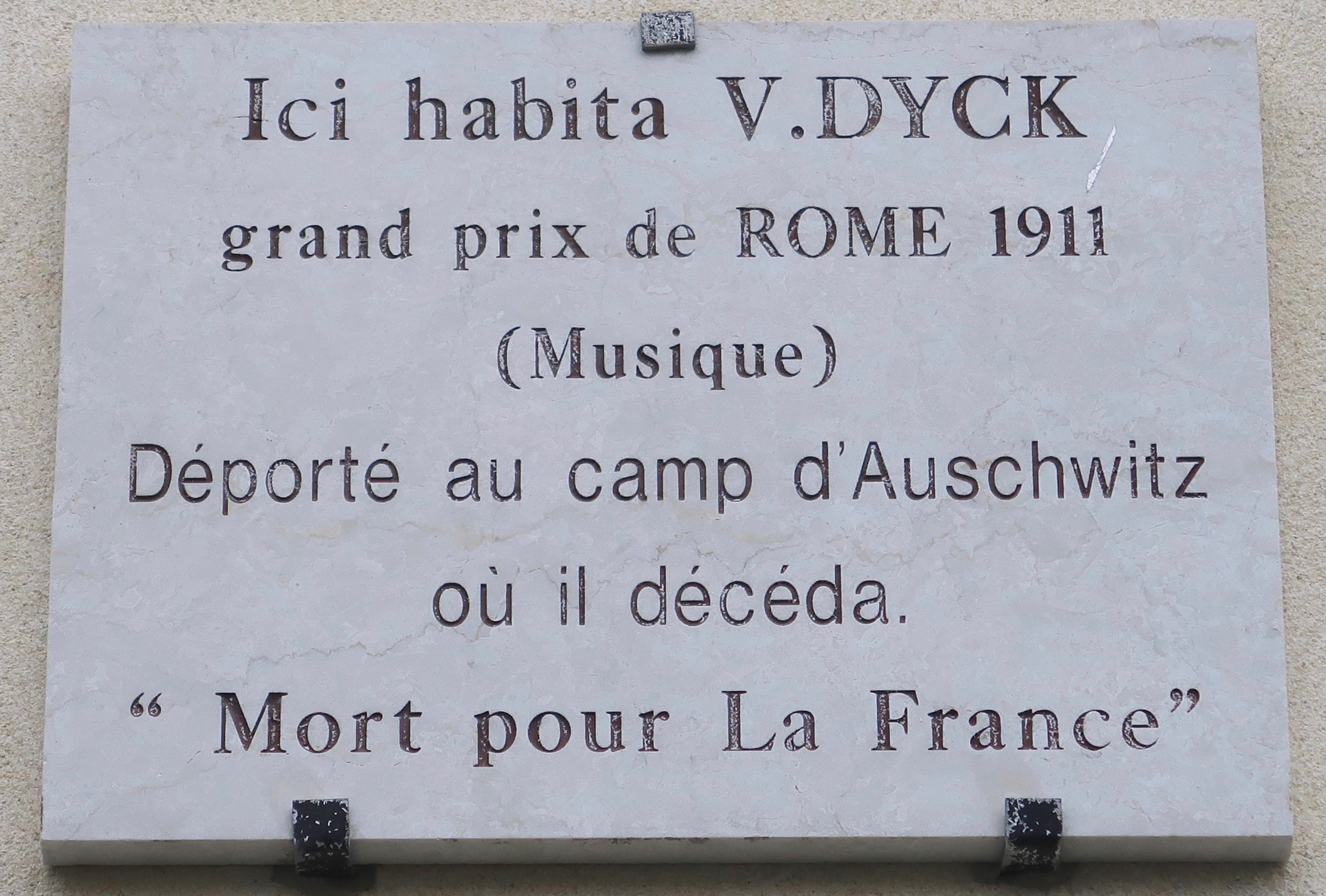
79号
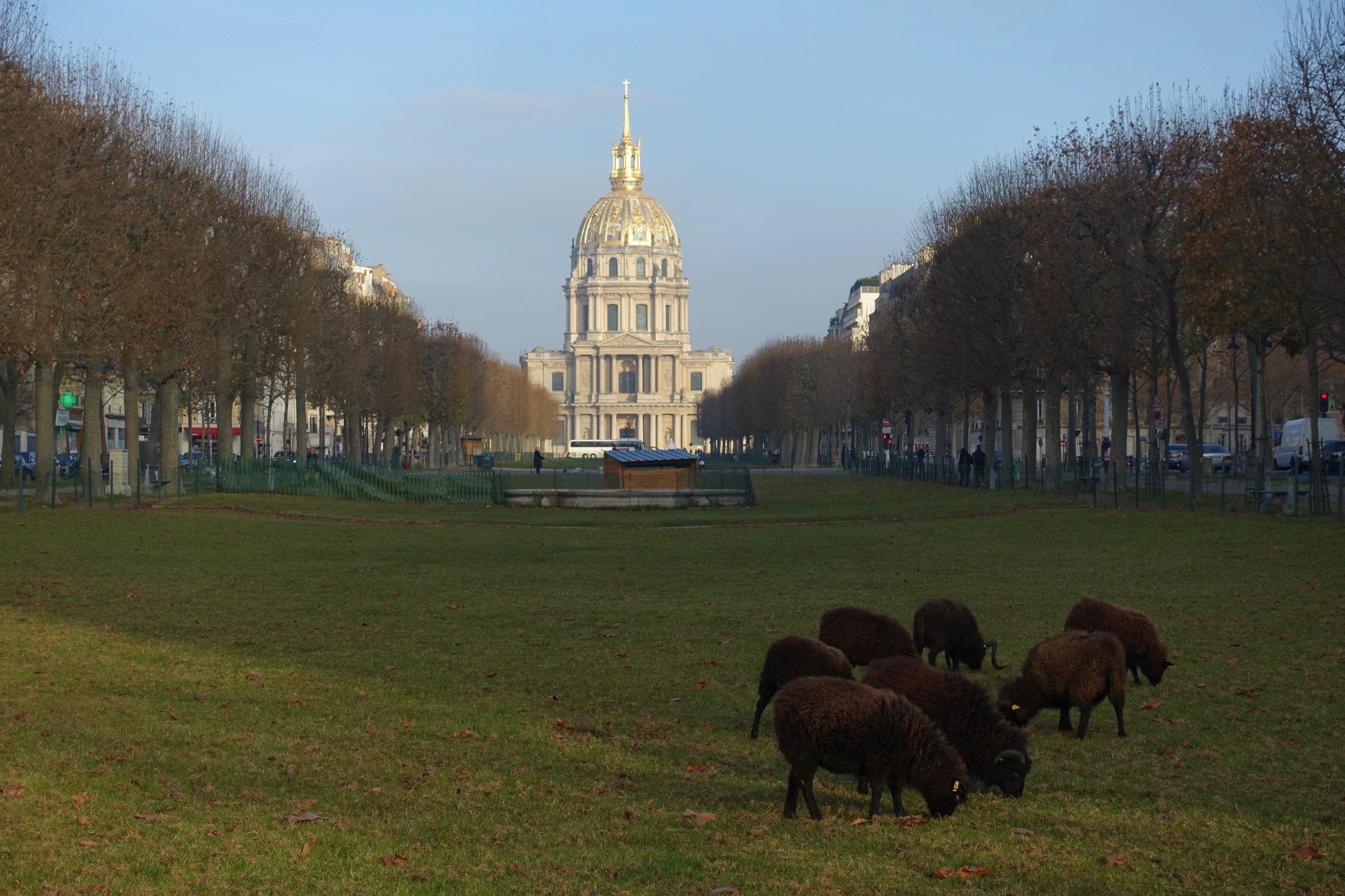
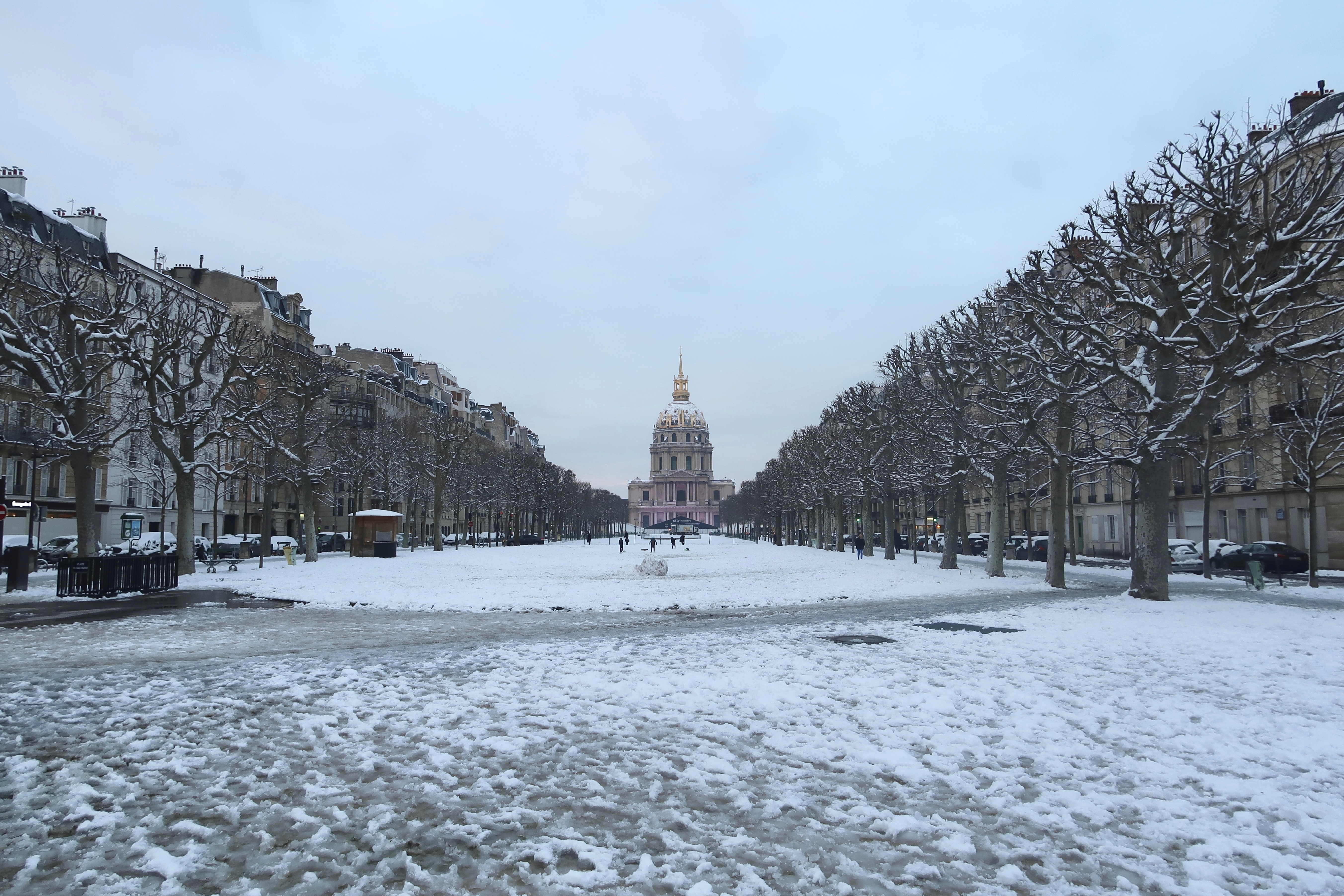